# Belčji Vrh
Belčji Vrh je naselje v Sloveniji. V bližini vasi je izvir reke Lahinje.

## Zgodovina
Kraj je prvič omenjen leta 1526 v zvezi s cerkvijo sv. Helene.
Sredi vasi stoji spomenik žrtvam NOB (Narodno osvobodilna borba)

## NARAVNE ZNAČILNOSTI
Belčji Vrh je podeželska vas, ki leži v Občini Črnomelj. Nahaja se v JV delu Slovenije, natančneje na območju krajinskega parka Lahinja. Do njega se pride po glavni cesti Črnomelj-Vinica, v Malem Nerajcu pa se zavije na stransko cesto, ki vodi do Belčjega Vrha. Belčji Vrh  spada pod pokrajino Dolenjsko. Tukaj se pojavi zmerno celinsko podnebje in sicer poleti se temperature povzpnejo do 30 stopinj Celzija, pozimi pa se spustijo nekje do minus 10 stopinj Celzija. Prevladuje predvsem kraško površje, za kar sta poskrbela prepustna kamnina apnenec in voda. Prevladujejo predvsem površinski kraški pojavi. Največ je uval, malo manj vrtač, najdejo pa se tudi koliševke ali udorne vrtače. Kraj je bil prvič omenjen leta 1526 v zvezi s cerkvijo sv. Helene. Povprečna nadmorska višina naselja je 194 m. V bližini Belčjega Vrha izvira tudi reka Lahinja.
Breg, kakor Lahinjskim lugom pravijo vaščani Belčjega Vrha, leži pod vasicama Belčji Vrh in Knežina. Lugi so se razvili na poplavni ravnici in merijo 9 ha po površini. Zaradi večkratnih poplav in obsežnejše depresije so lugi v celoti zamočvirjeni. Zaradi bližine podzemne vode, ki se nahaja praktično na samem površju ali tik pod njim, v tem zamočvirjenem svetu uspevajo le nezahtevne rastline, ki so prilagojene na mokrotne rastiščne razmere. Med te rastline spadajo: črne jelše, vrbe, šaši in trstičje. Zato je ta del neprehoden in pravi raj za mnoge močvirske ptice, kot so: močvirska trsnica, raca mlakarica, vrbji kovaček, mali slavec, vodomec, ki je hkrati tudi v logotipu Krajinskega parka Lahinja. Na nekoliko manj vlažnih košenih travnikih pa rastejo transilvanska prstna kukavica, ozkolistni munec, navadni kačji jezik ter več vrst šašev in ločij.

## DRUŽBENE ZNAČILNOSTI
Belčji Vrh je dokaj poseljeno naselje. V njem živi kar 91 ljudi. Po starosti prevladuje srednja generacija. Ljudje, ki živijo na Belčjem vrhu so večinoma zaposleni v industrijah v bližnjem  mestu Črnomelj. Ukvarjajo se tudi s storitvami in kmetijstvom. Za kmetijstvo so značilne štiri smeri in sicer živinoreja, poljedelstvo, vinogradništvo in gozdarstvo. Belčji Vrh je gručasto naselje. Za takšno naselje je značilno da so hiše nepravilno razporejene v eno ali več med seboj povezanih skupin.
Na začetku naselja stoji cerkev sv. Helene. Cerkev sv. Helene je danes na zunaj enotna stavba s pravokotno ladjo, tristransko zaključenim prezbiterijem na vzhodni strani, zakristijo in zvonikom sredi zahodne fasade. Cerkev je bila obnovljena leta 2009. Prenovljena je bila fasada, tla, oltar. V notranjosti cerkve so
odkrili freske, ki jih naj bi naslikal Jože Malnerič leta 1905. Urejeno je bilo tudi električno zvonjenje. Leta 2010 je cerkva dobila tudi lesene klopi. Sredi vasi stoji spomenik žrtvam NOB (Narodna osvobodilna borba).

## Demografija
| Pregled števila prebivalstva po letih | Pregled števila prebivalstva po letih | Pregled števila prebivalstva po letih | Pregled števila prebivalstva po letih | Pregled števila prebivalstva po letih | Pregled števila prebivalstva po letih | Pregled števila prebivalstva po letih | Pregled števila prebivalstva po letih | Pregled števila prebivalstva po letih | Pregled števila prebivalstva po letih | Pregled števila prebivalstva po letih | Pregled števila prebivalstva po letih | Pregled števila prebivalstva po letih | Pregled števila prebivalstva po letih |
| ------------------------------------- | ------------------------------------- | ------------------------------------- | ------------------------------------- | ------------------------------------- | ------------------------------------- | ------------------------------------- | ------------------------------------- | ------------------------------------- | ------------------------------------- | ------------------------------------- | ------------------------------------- | ------------------------------------- | ------------------------------------- |
| 1869                                  | 1880                                  | 1890                                  | 1900                                  | 1910                                  | 1931                                  | 1948                                  | 1953                                  | 1961                                  | 1966                                  | 1971                                  | 1981                                  | 1991                                  | 2002                                  |
| 240                                   | 221                                   | 220                                   | 198                                   | 193                                   | 170                                   | 155                                   | 169                                   | 169                                   | 154                                   | 136                                   | 101                                   | 100                                   | 75                                    |

Etnična sestava 2009:
- Slovenci: 91 %
- Hrvati: 5 %
- Angleži: 2 %
- Neznano: 2 %